# Перехрестя Десятої і Вульф
Перехрестя Десятої і Вульф — кримінальний трилер 2006 року.

## Сюжет
Томмі був ще дитиною, коли вбили його батька, одного з ватажків мафії Філадельфії. Його брат і кузен залишаються вірні «сімейній справі», але сам Томмі вирішує зав'язати зі своїм минулим і йде служити в армію.
Коли через конфлікт з командуванням йому загрожує військовий трибунал, агенти ФБР в обмін на свободу пропонують йому повернутися в злочинний бізнес і стати таємним інформатором. Томмі належить зробити найважчий вибір: або піти проти закону, або зрадити брата і друга.